# Agnieszka Matusiak
Agnieszka Gabriela Matusiak (ur. 1970) – polska slawistka, badaczka literatury ukraińskiej i rosyjskiej XX i XXI wieku, specjalizująca się w badaniach nad płcią kulturową, tożsamością, kampem, pamięcią i traumą. Autorka kilku monografii i wielu artykułów naukowych, redaktorka wydań zbiorowych. Redaktorka naczelna dwóch czasopism naukowych. Członkini rady redakcyjnej naukowych periodyków: „Slavica Wratislaviensia” (UWr), „Porównania” (UAM), „Kyiv-Mohyla Arts and Humanities” (Narodowy Uniwersytet „Akademia Kijowsko-Mohylańska”, Ukraina), „Проблеми сучасного літературознавства” (Narodowy Uniwersytet im. Illi Miecznikowa w Odessie, Ukraina) oraz „Університетськи Гуманітарні Студії” i „Етнічна історія народів Європи” (Narodowy Uniwersytet im. Tarasa Szewczenki w Kijowie, Ukraina). Stypendystka Ukrainian Research Institute, Harvard University (2013).

## Życiorys
Studia slawistyczne (rusycystyka) ukończyła na Uniwersytecie Wrocławskim, gdzie pracuje na stanowisku profesora nadzwyczajnego mianowanego. Uzyskała stopień doktora na podstawie wydanej w 2001 roku pracy Motyw snu w prozie starszych symbolistów rosyjskich (Fiodor Sołogub) oraz doktora habilitowanego W kręgu secesji ukraińskiej. Wybrane problemy poetyki twórczości pisarzy „Młodej Muzy”. Do 2018 roku była kierownikiem zakładu Ukrainistyki, Jest kierownikiem Pracowni Interdyscyplinarnych Studiów nad Posttotalitaryzmami oraz Centrum Studiów Postkolonialno-Posttotalitarnych. Stypendystka Uniwersytetu Harvarda (The Eugene and Daymel Shklar Research Fellowships, Ukrainian Research Institute, Harvard University 2013).

## Wybrane publikacje
Źródło.
https://agnieszkamatusiak.pl/

### Monografie
- Motyw snu w prozie starszych symbolistów rosyjskich (Fiodor Sołogub), Wrocław 2001, s. 199.
- W kręgu secesji ukraińskiej. Wybrane problemy poetyki twórczości pisarzy „Młodej Muzy”, Wrocław 2007, 393 s.
- Химерний Яцків. Модерністський дискурс у прозі Михайла Яцкова, Вроцлав-Львів 2010, 224 с.
- У колі української сецесії. Вибрані проблеми творчої поетики письменників «Молодої Музи», переклад. Л. Демська, Львів 2016, ЛА «ПІРАМІДА», cc. 402
- Wyjść z milczenia. Dekolonialne zmagania kultury i literatury ukraińskiej końca XX i początku XXI wieku z traumą posttotalitarną, Wojnowice-Wrocław 2018 (2020), Wydawnictwo KEW im. Jana Nowaka Jeziorańskiego, s. 385.

### Prace redakcyjne
- Wielkie tematy kultury w literaturach słowiańskich. VII, Wrocław 2007, Wyd. Uniwersytetu Wrocławskiego, cz.1-2. Współredaktorzy: T. Klimowicz, M. Bukwalt, M. Maciołek, Sylwia Wójtowicz.
- Wielkie tematy kultury w literaturach słowiańskich. VIII: Pieniądz, Wrocław 2009, Wyd. Uniwersytetu Wrocławskiego. Współredaktorzy: K. Chrobak, M. Filipek, M. Jakóbiec-Semkowowa, Ł. Kusiak-Skotnicka.
- Wielkie tematy kultury w literaturach słowiańskich. T. IX: Ciało, Wrocław 2011. Wyd. Uniwersytetu Wrocławskiego. 819 ss. Współredaktorzy: I. Gwóźdź-Szewczenko, M. Koch,E. Komisaruk, J. Rysicz, A. Ursulenko.
- Українські трансґресії ХХ–ХХІ ст.: Звільнити майбутнє від минулого? Звільнити минуле від майбутнього? Культура – Історія – Політика. Вельмишановному Професорові Телесфору Познякові на 80-річчя від дня народження, наукова ред. і вступ Аґнєшки Матусяк, Вроцлав–Львів 2012, 384 ss.
- „Miscellanea Posttotalitariana Wratislaviensia” 2013, nr 1: Między pamięcią i zapomnieniem. Trauma postkomunistyczna, 351 ss.
- Перехресні стежки українського маскулінного дискурсу: культура і література XIX–XXI ст., наук. ред. А. Матусяк, Київ 2014, Видав. Laurus, сс. 367, ISBN 978-966-2449-67-9.
- Постколоніалізм. – Генерації – Культура. Теоретичні Ревізії, випуск 4, наук. ред. А. Матусяк, Київ 2014, Видав. Laurus, c. 336; ISBN 978-966-2449-64-8. Współred. Т. Гундорова
- „Miscellanea Posttotalitariana Wratislaviensia”, 2014, nr 2: Postkolonializm – Tożsamość – Gender. Europa Środkowa, Wschodnia i Południowo-Wschodnia, red. nauk. A. Matusiak, Wrocław, Wyd. UWr, s. 408. ISBN 978-83-229-3481-4.